# Meshico
Meshico es un término que comenzó a ser usado a mediados del siglo veinte por un grupo de intelectuales mexicanos asociados con la revista Meshico Grande — un órgano de referencia cultural nacional — para definir una actitud filosófica y sociologica que buscaba basarse en una auténtica ontología del mexicano, y que, por lo mismo, serviría como frente contra la dependencia — por parte de la intelectualidad oficial — a modos de pensar vistos como demasiados foráneos para lograr un verdadero entendimiento de la realidad mexicana. 
El grupo optó por el deletreo inusual para diferenciarse de la intelectualidad oficial y europeizante, dado que la pronunciación meshico era correcta según las normas del idioma náhuatl, del cual proviene el vocablo Mēxihco (pronunciación náhuatl: [meːˈʃiʔko]), y que, por ende, era designación propia de un grupo fuertemente dedicado al conocimiento auténtico de la identidad mexicana.
Entre los muchos destacados miembros del grupo cabe mencionar a la Dra. Rosario Gutiérrez Eskildsen, Manuel Sánchez Mármol, Francisco Javier Santamaría, y José Vasconcelos Calderón. El Dr. Ricardo Alfonso Sarabia y Zorrilla, por su parte, fue uno de los máximos impulsores del movimiento filosófico, siendo director de la antedicha revista, Meshico Grande. Suya es una importante monografía que aborda las metas y los logros del grupo, «Filosofía de la acción y reseña del pensamiento filosófico de Meshico», la cual fue originalmente publicada en los Proceedings of the 11th International Congress of Philosophy, Bruselas 1953.
Sarabia y Zorrilla, en la antedicha obra, cita aprobatoriamente la definición de la Verdad dada por el poco conocido filósofo y matemático tabasqueño Edmundo Cetina Velázquez, siendo esta «conocimiento que corresponde a la unidad integral del ser; el mundo del pensamiento nos revelará siempre un mundo exterior, sensible o abstracto; pero siempre unilateral. La Verdad que es la realidad, es patrimonio de la totalidad del ser». Sarabia y Zorrilla percibe este pronunciamiento como el correcto testimonio de fe en un holismo gnoseológico en oposición a la noción del conocimiento como meta asequible únicamente a través de una visión científica que es óntica y a posteriori (comparar con el resumen de fe que da el propio Sarabia en otro escrito: «todo se encuentra en relación, coordinación, ligado armoniosamente y amorosamente»). 
José Gómez Robleda, pedagogo, psiquiatra y Subsecretario de Educación Pública en el gobierno de Adolfo Ruiz Cortines, publicó en 1947 Imagen del Mexicano, libro que Sarabia y Zorrilla señala en la misma monografía como «[l]a obra que por primera vez estudia la manera de ser del hombre de Meshico», sobre todo en su esencia etno-psicológica — y que por su visión equilibrada del ser humano escapaba las peores tendencias racionalistas del positivismo de Augusto Comte, sin por eso caer en el misticismo cósmico de José Vasconcelos (quien Sarabia y Zorrilla calificaba, sin menosprecio, de «filósofo-artista»).